# Valloxen
Valloxen, lokalt även Walloxen, är en sjö öster om Knivsta i Knivsta kommun i Uppland och ingår i Norrströms huvudavrinningsområde. Sjön är 9,1 meter djup, har en yta på 2,79 kvadratkilometer och befinner sig 15 meter över havet. Sjön avvattnas av vattendraget Lövstaån. Vid provfiske har en stor mängd fiskarter fångats, bland annat abborre, björkna, braxen och gers.
Sjön är en typisk näringsrik slättsjö och en av Uppsala läns djupare och större sjöar.  Vid sjöns norra sida ligger godset Vallox-Säby.

## Delavrinningsområde
Valloxen ingår i delavrinningsområde (662547-161531) som SMHI kallar för Utloppet av Valloxen. Medelhöjden är 28 meter över havet och ytan är 22,4 kvadratkilometer. Det finns ett avrinningsområde uppströms, och räknas det in blir den ackumulerade arean 30,17 kvadratkilometer. Lövstaån som avvattnar avrinningsområdet har biflödesordning 3, vilket innebär att vattnet flödar genom totalt 3 vattendrag innan det når havet efter 68 kilometer. Avrinningsområdet består mestadels av skog (52 procent) och jordbruk (24 procent). Avrinningsområdet har 2,74 kvadratkilometer vattenytor vilket ger det en sjöprocent på 12,2 procent. Bebyggelsen i området täcker en yta av 1,01 kvadratkilometer eller 4 procent av avrinningsområdet.

## Fiskbestånd
I Valloxen återfinns abborre, gädda, nors, vitfisk och gös.
Under februari och mars 2011 fångades sju arter i Valloxen. Pimpelfisket gav fångster av abborre, braxen, gers, gös, mört och sarv. Gädda fångades på angeldon.

## Fiske
På västra sidan av den långsmala viken närmast Knivsta tätort är spöfiske fritt för allmänheten i kommunens vatten. Det sträcker sig från Kölängen ned till vattnet framför badet. Övrig del av sjön råder fiskerätt och är inte öppen för allmänheten. 

## Fisk
Vid provfiske har följande fisk fångats i sjön:
- Abborre
- Björkna
- Braxen
- Gärs
- Gädda
- Gös
- Löja
- Mört
- Ruda
- Sarv